# Десравин, Линуз
Линуз Десравин (фр. Linouse Desravine; 10 февраля 1991, Кап-Аитьен, Гаити) — дзюдоистка из Гаити, участница Олимпийских игр 2012.
На Церемонии открытия летних Олимпийских игр 2012 был знаменосцем команды Гаити.

## Карьера
На Олимпиаде в Лондоне участвовала в категории до 52 кг. На первом же этапе уступила монгольской дзюдоистке Монхбаатарын Бундмаа.